# Campaña de Derna
La campaña de Derna se desarrolló desde el 5 de octubre de 2014 al 21 de abril de 2016, en la ciudad costera de Derna, ubicada en la provincia libia de Cirenaica, cuando ésta cayó en poder de la rama libia del Estado Islámico, dándole control total sobre sus 100 000 habitantes.

## Trasfondo
En abril de 2014, hasta 300 yihadistas libios se trasladaron a Derna desde Siria e Irak, elevando el número de terroristas presentes allí a 1100. En su mayoría eran de la Brigada Al Battar del EI, un grupo desplegado en un primer momento en Deir ez Zor en Siria, y luego Mosul. 
Durante los siguientes meses, se unieron muchas facciones locales bajo su liderazgo y declararon la guerra a todo aquel que se les opusiera, matando a jueces, líderes cívicos y otros opositores, entre ellos militantes locales que rechazaban su autoridad, como la Brigada Abu Salem, un grupo afiliado a Al Qaeda.
La cúpula de Daesh en Bagdad envió dos hombres a Derna para representar al grupo terrorista. Abu Nabil Al Anbari es un asesor de alto rango de Al Baghdadi y veterano del conflicto de Irak. Mohammed Abdullah, también conocido por su nombre de guerra, Abu al-Bara el-Azdi, es un terrorista yemení o saudí, y predicador en Siria, que se convirtió en el juez religioso en Derna.

### Caída de Derna
El 5 de octubre de 2014, las facciones vinculadas al EI reunieron y juraron lealtad al califato. Después de la ceremonia, más de 60 camionetas llenas de combatientes circularon por la ciudad en un desfile de la victoria. Una segunda reunión más formal tuvo lugar el 30 de octubre, en la que los terroristas se reunieron para jurar lealtad a Abu Bakr al-Baghdadi en la plaza de la ciudad, donde una bomba casera fue detonada.

### Ataques aéreos egipcios
El 15 de febrero de 2015, Daesh publicó un video en el que se mostraba la decapitación de 21 cristianos coptos. Tan solo horas después, la Fuerza Aérea egipcia bombardeó campos de entrenamiento y depósitos de municiones de Daesh en Derna, matando a unos 50 terroristas. Por su parte, aviones operando bajo órdenes del gobierno «oficial» libio también atacaron blancos del grupo terrorista, en coordinación con los egipcios.

### La batalla en la ciudad
El 25 de marzo de 2015, el Ejército libio rodeó la ciudad.
En mayo, surgieron informes según los cuales las fuerzas leales al gobierno de Tobruk estaban planeando una ofensiva a gran escala. Sin embargo, la operación se estancó debido a tensiones entre los comandantes y las tribus afiliadas.
El día 15, un buque de carga turco fue atacado por el gobierno de Tobruk, bajo sospecha de transportar armas para los terroristas del EI, luego de que la nave aparentemente se negara a cambiar su rumbo pese a haber sido advertida.
En junio, el Consejo de la Shura de los Muyahidines en Derna, una coalición de facciones islamistas opuestas al Estado Islámico, lanzó una ofensiva sobre Derna contra dicha organización, tras haber tomado parte en las muertes de dos líderes del Consejo. El 15 de junio, tras varios días de combate, la Brigada Mártires de Abu Salim expulsó casi los elementos del EI que aún permanecían en Derna. Sin embargo, los enfrentamientos entre el gobierno de Tobruk y las facciones islamistas continuaron: ese mismo día, las fuerzas del gobierno capturaron partes del oeste de la ciudad, así como las rutas que conducen a esa zona.
El 20 de junio, decenas de terroristas del EI fueron muertos en combates contra el Consejo de la Shura, en el distrito de al-Fatayah. Según reportes, éste era el último área de Derna en el que el EI ejercía cierto grado de control. Aprovechando la situación, el Consejo de la Shura comenzó a imponer sus leyes en la ciudad, mientras el Ejército avanzaba. Para el 30 de julio, la presencia del EI había sido neutralizada.
El 13 de noviembre, en su primer bombardeo contra Daesh fuera de Irak y Siria, la aviación estadounidense abatió a Abu Nabil. Sin embargo, esto sólo fue confirmado casi un mes después.
Posteriormente, Daesh se retiró de al-Fatayeh y abandonó sus posiciones en las afueras de Derna en abril de 2016.